# Ifigenia (Racine)
Estrenada el 18 de agosto de 1674, Ifigenia (Iphigénie) marca el regreso de Racine a temas mitológicos tras una serie de temas históricos (Británico, Berenice, Bayaceto y Mitrídates). En las costas de Aulide, los griegos se preparan para atacar Troya. Pero los dioses retienen los vientos necesarios para que la expedición pueda salir y exigen el sacrificio de Ifigenia, hija del jefe de los griegos Agamenón.
Como ya sucedía en la obra de Eurípides Ifigenia en Áulide, el personaje más sólido moralmente no es Agamenón, jefe pusilánime, sino Ifigenia, que lleva el respeto filial y el patriotismo hasta el extremo de aceptar la muerte.
A pesar de su gran éxito inicial, Ifigenia se representa muy poco actualmente.

## Argumento
- Acto I. Agamenón cuenta a Arcas que tiene que sacrificar a Ifigenia; para convencerla de que venga junto a su madre Clitemnestra, le ha prometido casarla con el gran guerrero Aquiles. Ahora lamenta ese engaño y pide a Arcas que vaya ante su mujer a decirle que la boda se ha anulado. Sin embargo Arcas no consigue comunicarse con Clitemnestra, que llega a Aulide con Ifigenia.

- Acto II. Junto a Clitemnestra e Ifigenia ha llegado Erifila, una joven que Aquiles secuestró en Lesbos y que desconoce quiénes son sus padres. Erifila está enamorada en secreto de su secuestrador. Ifigenia habla con Agamenón y se sorprende por la frialdad de este. Clitemnestra recibe finalmente el mensaje de Arcas y se dispone a marcharse, ultrajada por la idea de que Aquiles rechace la boda.

- Acto III. Clitemnestra ha sabido que el mensaje era falso y que Aquiles sí que deseaba casarse con Ifigenia. Agamenón simula aceptar la boda con el objetivo de atraer a Ifigenia al altar, pero prohíbe a Clitemnestra que acuda a la ceremonia. Llega Arcas, que explica a Clitemnestra, Aquiles e Ifigenia que de hecho, Agamenón va a inmolar a su hija a los dioses. Todos deciden impedírselo, salvo Ifigenia, que acepta su destino.

- Acto IV. Erifila, furiosa al ver que Aquiles prefiere a Ifigenia, quiere revelar la conspiración a Agamenón. Éste acaba por cambiar de opinión y recomienda a Clitemnestra que haga que Ifigenia se vaya.

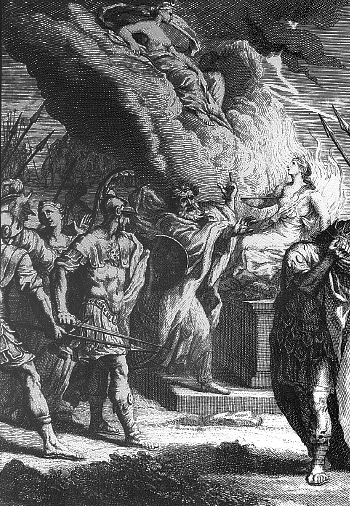
Escena final.

- Acto V. El sacerdote Calcas, alertado por Erifila, ha avisado a todos. Ifigenia ya está en el altar. Pero entonces sabemos que, súbitamente inspirado por los dioses, Calcas proclama que la víctima destinada al sacrificio es de hecho Erifila, hija secreta de Helena. Ifigenia se salva. Erifila se da muerte a sí misma sobre el altar.